# Lonchorhina fernandezi
Lonchorhina fernandezi је врста сисара из реда слепих мишева и породице Phyllostomidae.

## Распрострањење
Венецуела је једино познато природно станиште врсте.

## Станиште
Врста Lonchorhina fernandezi има станиште на копну.

## Начин живота
Исхрана врсте Lonchorhina fernandezi укључује инсекте. 

## Угроженост
Ова врста се сматра угроженом.

### Популациони тренд
Популација ове врсте се смањује, судећи по расположивим подацима.